# Tour Vauban (Camaret-sur-Mer)
Pour les articles homonymes, voir Tour Vauban.
La tour Vauban, initialement nommée tour de Camaret ou tour Dorée, est une tour polygonale défensive construite sur un plan directeur de Vauban et érigée sur le Sillon à Camaret-sur-Mer dont elle figure sur les armoiries. Elle constitue un des prototypes les mieux restaurés des forts à la mer à batterie basse et tour de gorge construits par Vauban, avec comme originalité l'enduit qui la recouvre, à base de brique pilée.

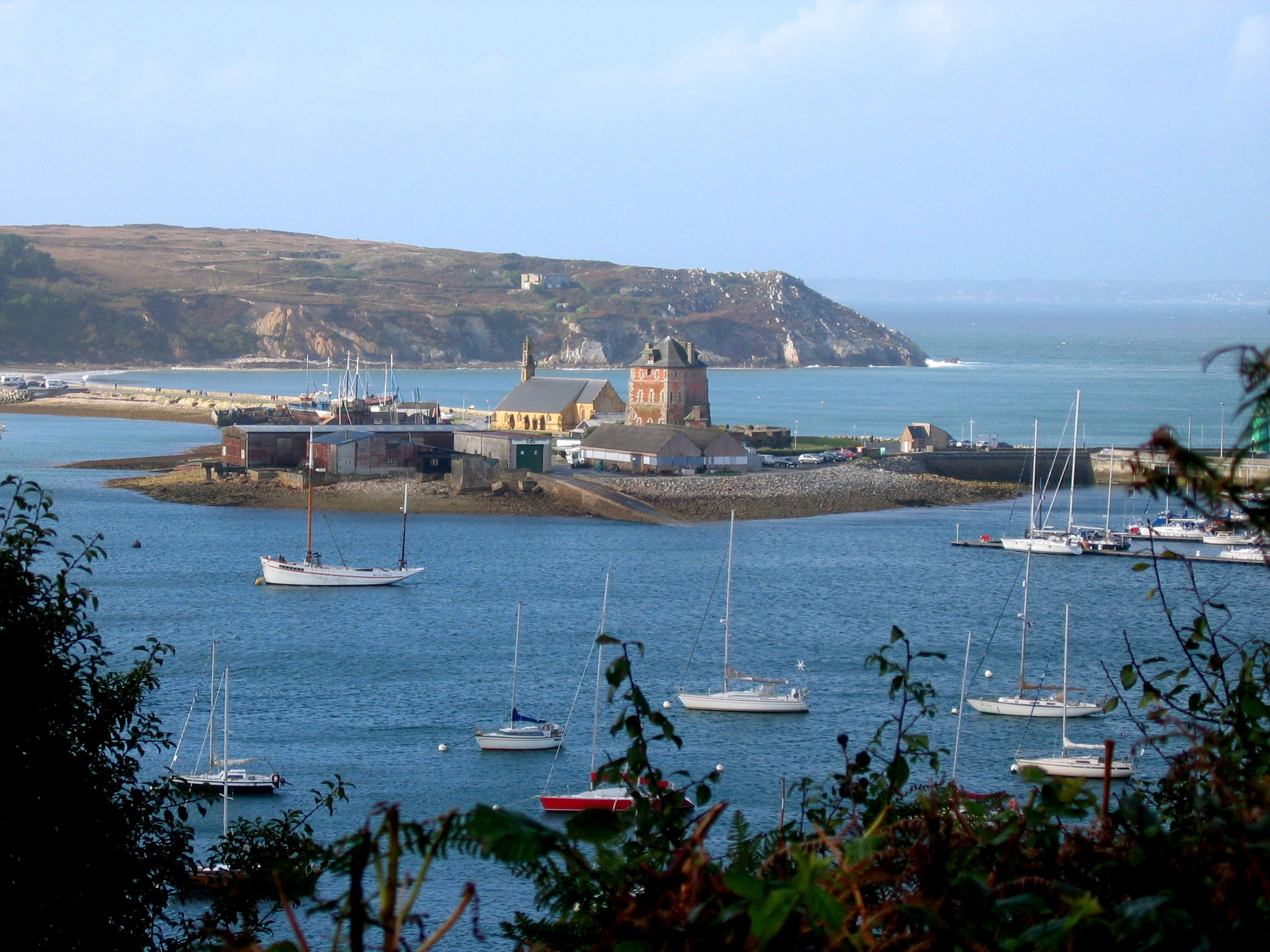
La tour sur le sillon, à côté de la chapelle.

## Historique
Projetée dès 1683, la tour est tracée en 1689 par Vauban. La construction de l'édifice, supervisée par l'ingénieur Jean-Pierre Traverse, débute en 1693 pour s'achever en 1696. Elle protège essentiellement les accès à la batterie, qui défend le mouillage, dont l'importance stratégique est capitale pour la sécurité de la rade. La tour casematée fait partie d'un vaste dispositif de défense : la batterie basse doit être dotée de onze pièces d'artillerie croisant leurs feux avec ceux de la pointe du Grand Gouin, des lignes primitives de Quélern et des nombreuses batteries côtières. La garnison comprend alors un lieutenant, un sergent et cinq hommes appuyés par des miliciens composés d'habitants de Camaret.
Lors de la bataille de Camaret le 18 juin 1694, les Anglo-Hollandais tentent un débarquement sur la plage de Trez-Rouz. Commandées par Vauban, les troupes françaises repoussent les assaillants, l'opération est un échec. Lors de l'attaque, la tour, dont le commandement est confié à Alexandre de Boulainvilliers, capitaine de galiote et d'artillerie, est encore en travaux. La batterie, en cours d'achèvement tout comme les deux corps de garde, n'est alors armée que de 9 canons de 24 livres de balle (boulets d'environ 12 kg) et 3 mortiers de fer de 12 pouces. Cette victoire vaut à Camaret d'être exemptée de fouages jusqu'à la Révolution et d'hériter du titre de « gardienne du littoral armoricain ».
Jusque sous le Second Empire, la tour Vauban conserve une fonction militaire. Bien que modernisée pour faire face à l'évolution de l'armement, elle n'est plus adaptée. Les ingénieurs militaires choisissent de construire en 1861 une batterie extérieure plus basse, de six mètres d'épaisseur, sous la forme d'un épaulement en ligne brisée vers la chapelle Notre-Dame de Rocamadour. L'ancienne batterie et sa tour sont conservées comme réduit. La fortification est désaffectée à la fin du XIXe siècle et acquise par la municipalité de Camaret en 1904.
La tour Vauban fait l’objet d’un classement au titre des monuments historiques depuis le 18 septembre 1907.
Durant la Première Guerre mondiale, elle sert de réservoir d'eau potable, et une base d'hydravions occupe l'emplacement de la batterie extérieure démantelée. En 1944, le 3 septembre, l’aviation américaine mitraille la tour de balles incendiaires, détruisant le toit. Une première restauration intervient en 1956 pour réparer les dégâts causés par cet incendie (toiture, enduit).
Jusqu’en mai 1993, la tour est gérée par le musée de la Marine qui y a installé un petit musée où sont conservés des objets et documents concernant l'histoire de la marine en général, et l'histoire de Camaret en particulier. En 1993, la gestion est confiée à des associations qui assurent l’accueil du public et y organisent des expositions de juin à septembre, en lien avec Vauban, la défense du goulet de Brest, la tour.
Camaret-sur-Mer est membre de l'association de villes réseau des sites majeurs de Vauban. Depuis le 7 juillet 2008, un réseau de douze sites, dont la tour Vauban, est inscrit sur la liste du patrimoine mondial de l'UNESCO. Dans ce cadre, la tour fait l'objet de campagnes de restauration en raison du mauvais état général de l’édifice aggravé par le développement d’algues et lichens : réfection de l'enduit en 2007, restauration de l’escarpe et de la contrescarpe en 2009, restauration de la batterie, du four à boulet et du corps de garde à partir de 2011, restauration du pont-levis en 2014 et de l’intérieur de la tour en 2016. Enfin, la municipalité revoit l'offre touristique et scénographique en créant un centre d'interprétation de l'œuvre de Vauban en Bretagne qui vise à répondre au désintérêt manifesté par les visiteurs de la tour.

## Architecture
Construite à l'aide de matériaux extraits du port de Camaret (crépi rouge fait de sable de la grève, de chaux et de brique pilée rouge qui avec le temps a pris une couleur ocre), la tour hexagonale (plan carré à deux pans coupés flanquant la gorge) est haute de 18 mètres et comporte quatre niveaux (ou deux étage) percés de créneaux de mousqueterie, du type « archère ». Les deux premiers niveaux sont voûtés. C'est au second niveau que se trouvent l'entrée, à partir du terre-plein de la batterie, et le départ de l'escalier à vis, desservant les parties hautes et logé dans le saillant arrière. Le dernier niveau, planchéié et ceinturé d'un parapet percé de créneaux de mousqueterie, est couvert d'une toiture ardoisée à six pans.
La tour est flanquée de murailles, d'un corps de garde et d'une batterie basse semi-circulaire surmontée d'un parapet muni de onze embrasures d'artillerie et qui contenait 11 canons ainsi qu'un four à boulets (un des neuf exemplaires encore sur pied). On peut observer que les deux branches du front de gorge sont creuses et munies d'une galerie de fusillade, et celle de droite porte en crête une embrasure à canon, tirant à revers. L'édifice est baptisé dès l'origine « tour Dorée » en raison de l'enduit orangé qui en recouvre le parement et réchauffe le gris des chaînages de granit. L'ensemble est entouré d'un fossé à marée (qui se remplit avec la marée) et s'ouvre par un pont-levis.
Le four à boulets a été construit lors de la période révolutionnaire, remplaçant un des deux corps de garde. L'édifice a alors plusieurs fonctions : tour de guet, magasin à poudre, logement de garnison.

## Galerie

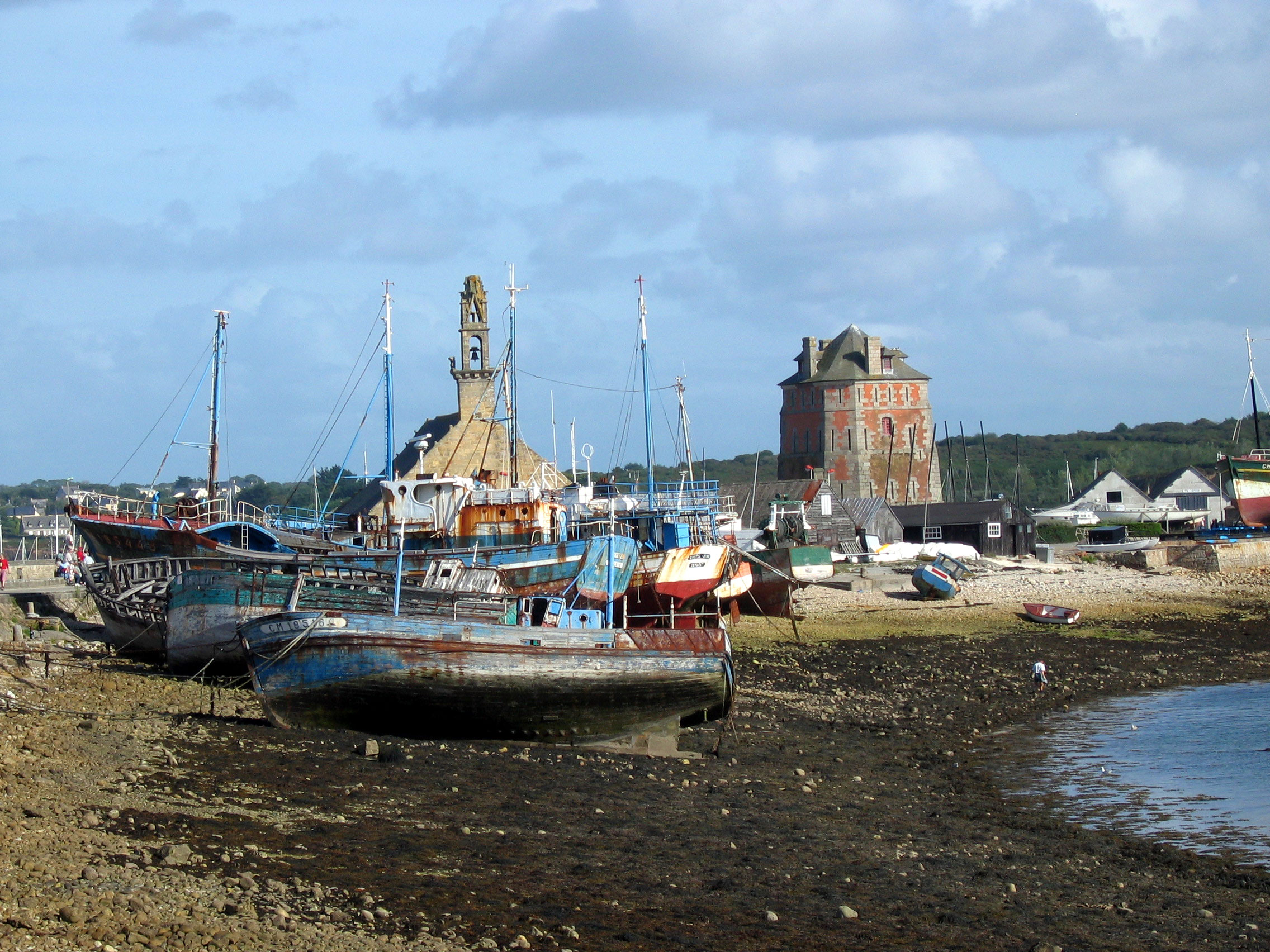
La tour au bout du sillon.
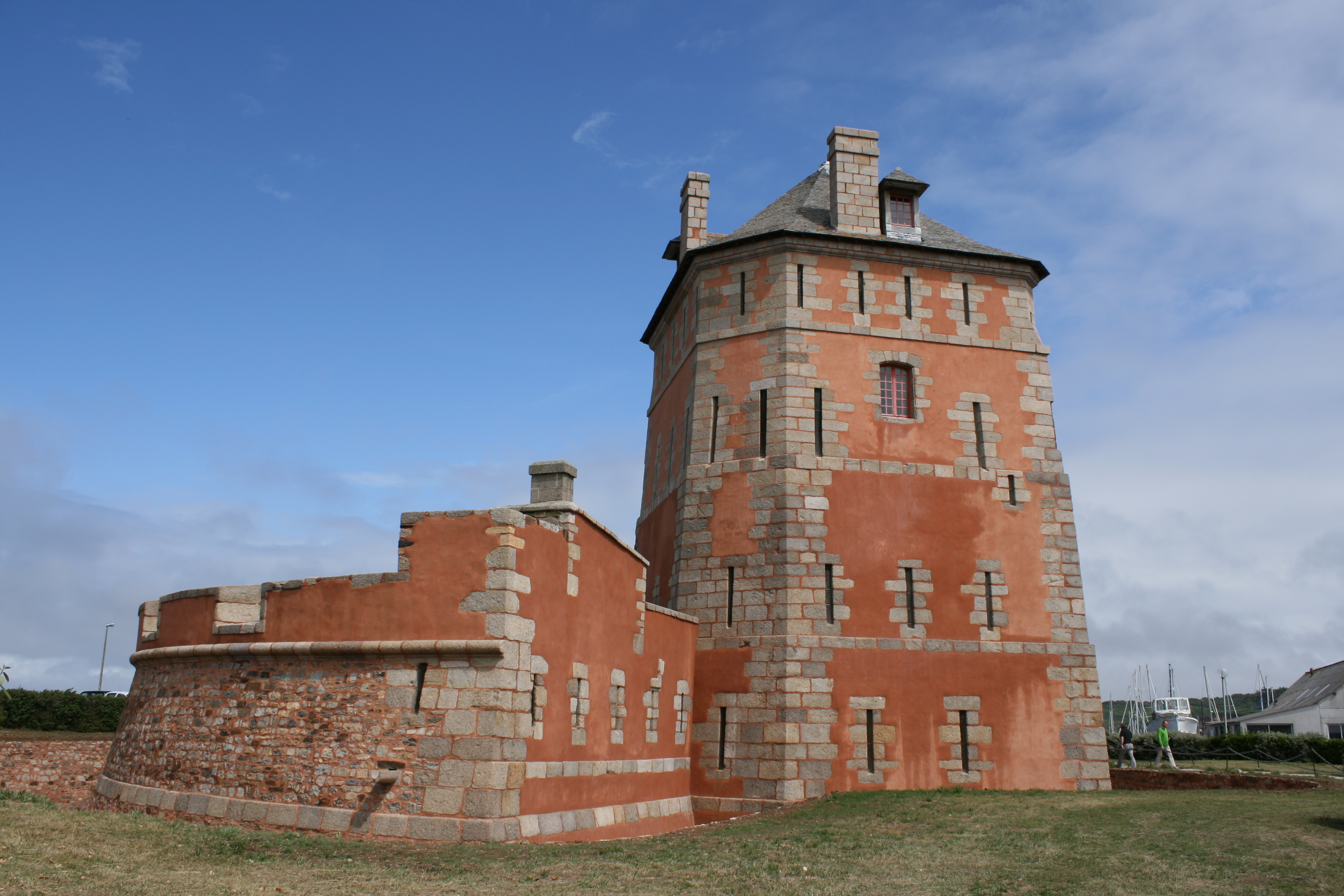
Tour hexagonale et parapet séparé de l'escarpe par un cordon.
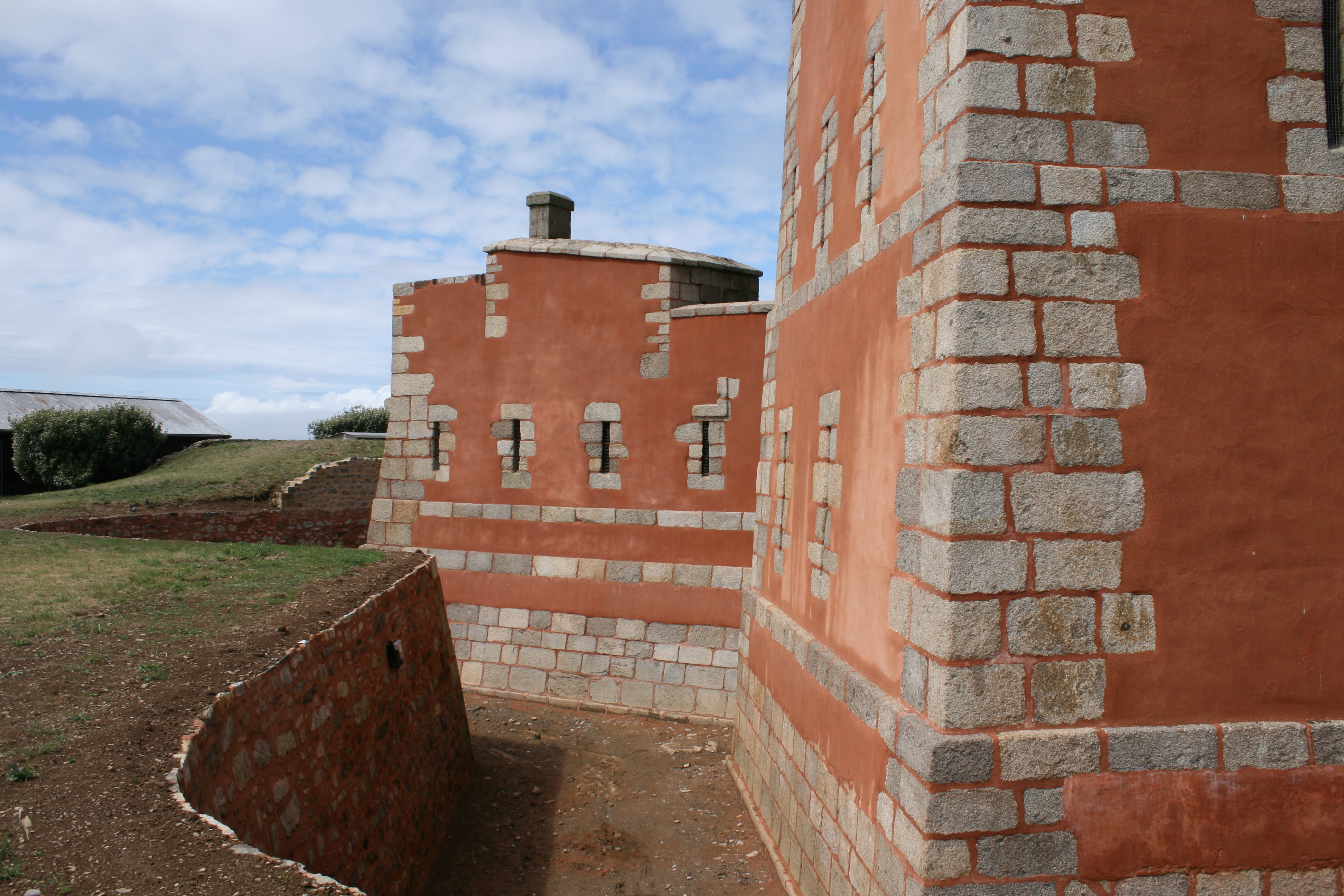
Escarpe et contre-escarpe ceinturant un fossé à marées[18].
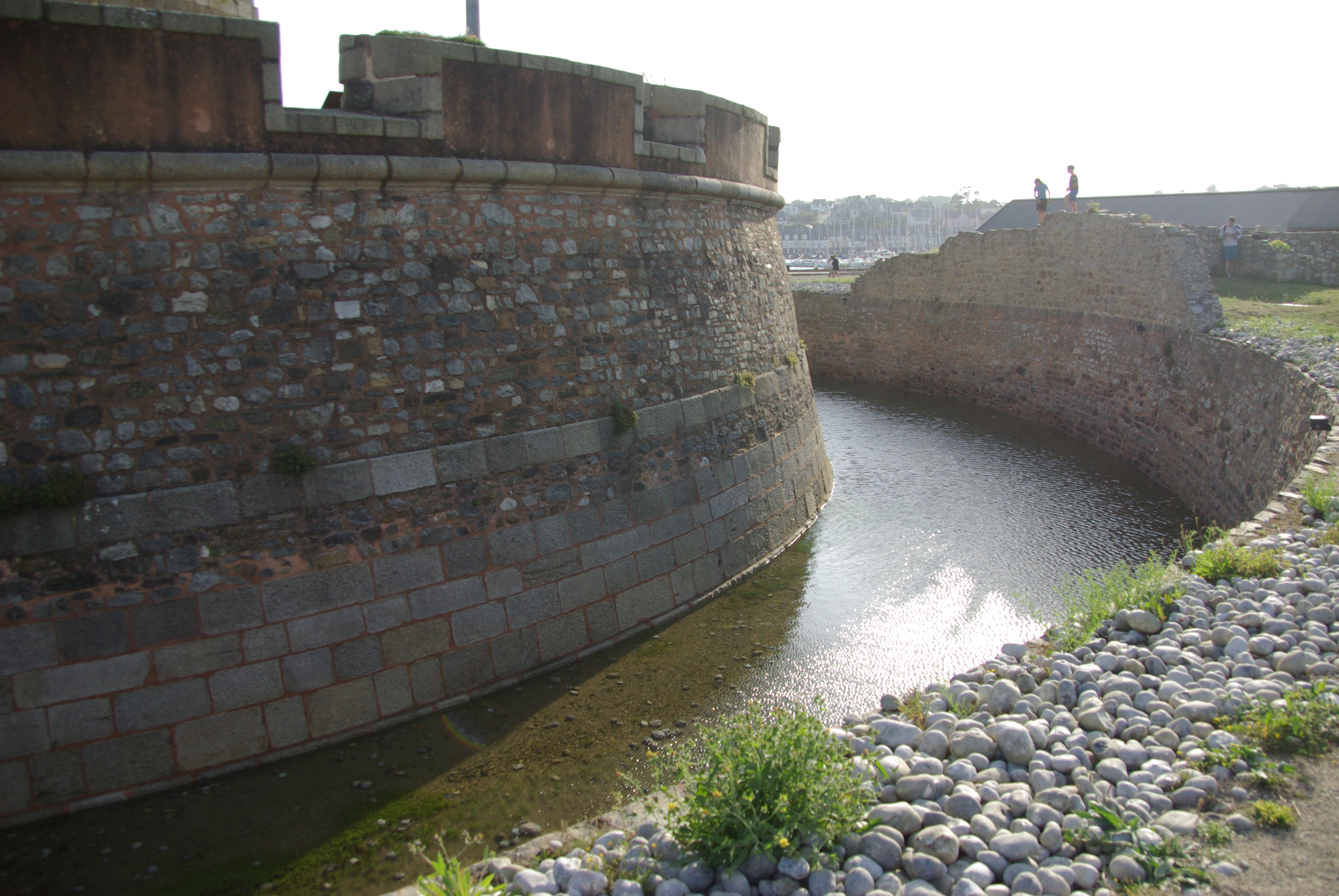
Fossés qui se remplissent d'eau avec la marée.
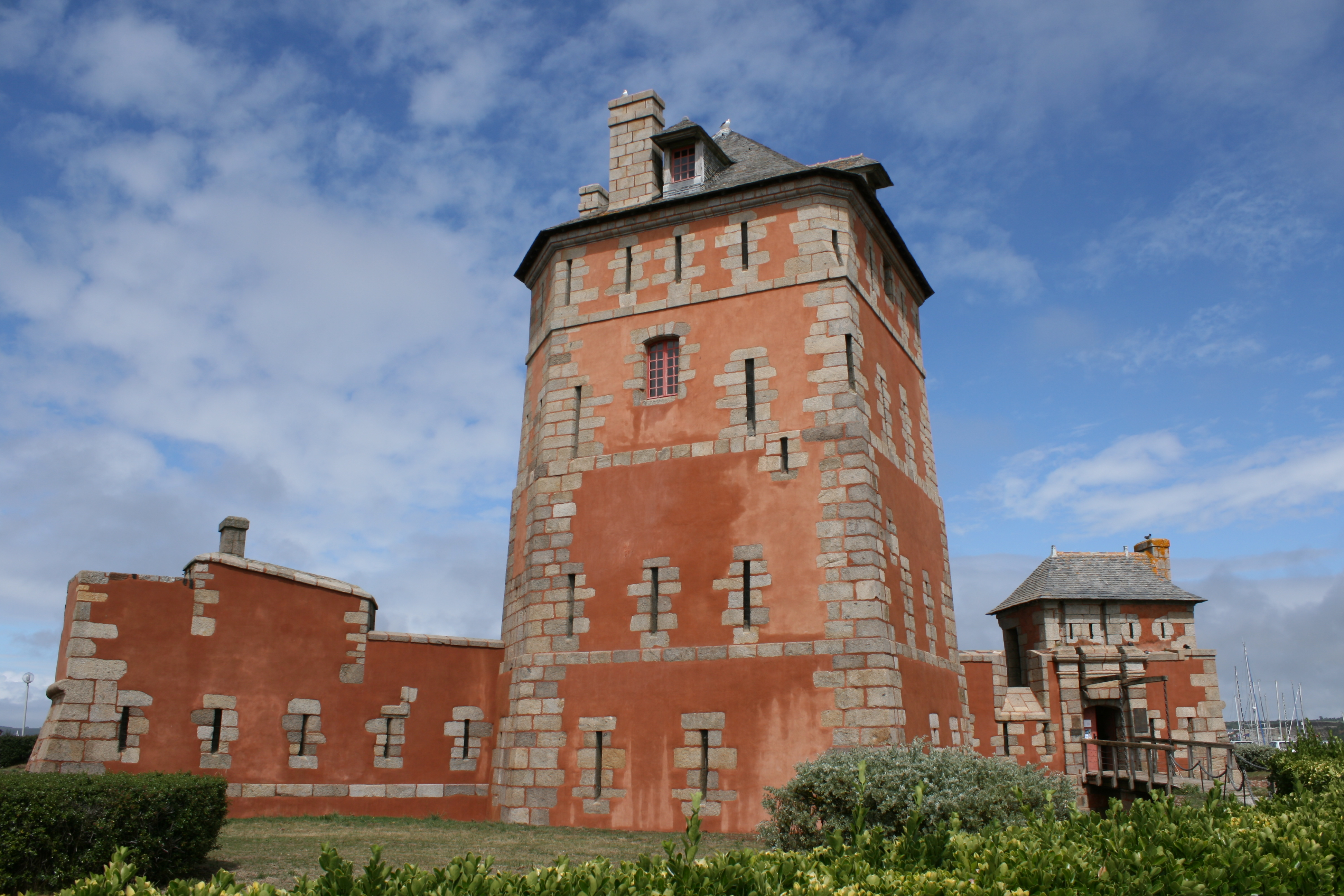
Batterie à front de gorge rentrant retranché par un fossé et porte latérale à pont-levis.
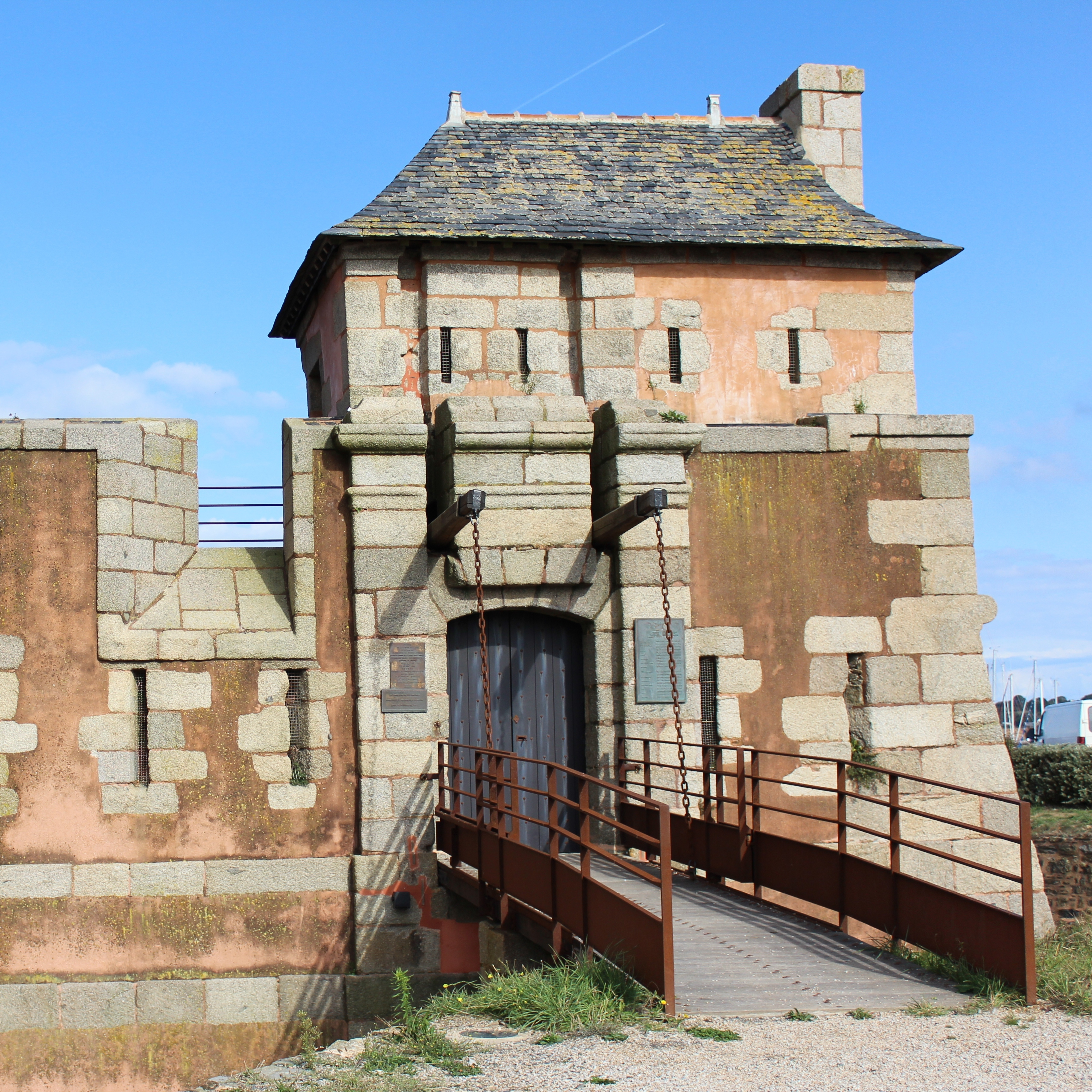
Le pont-levis.
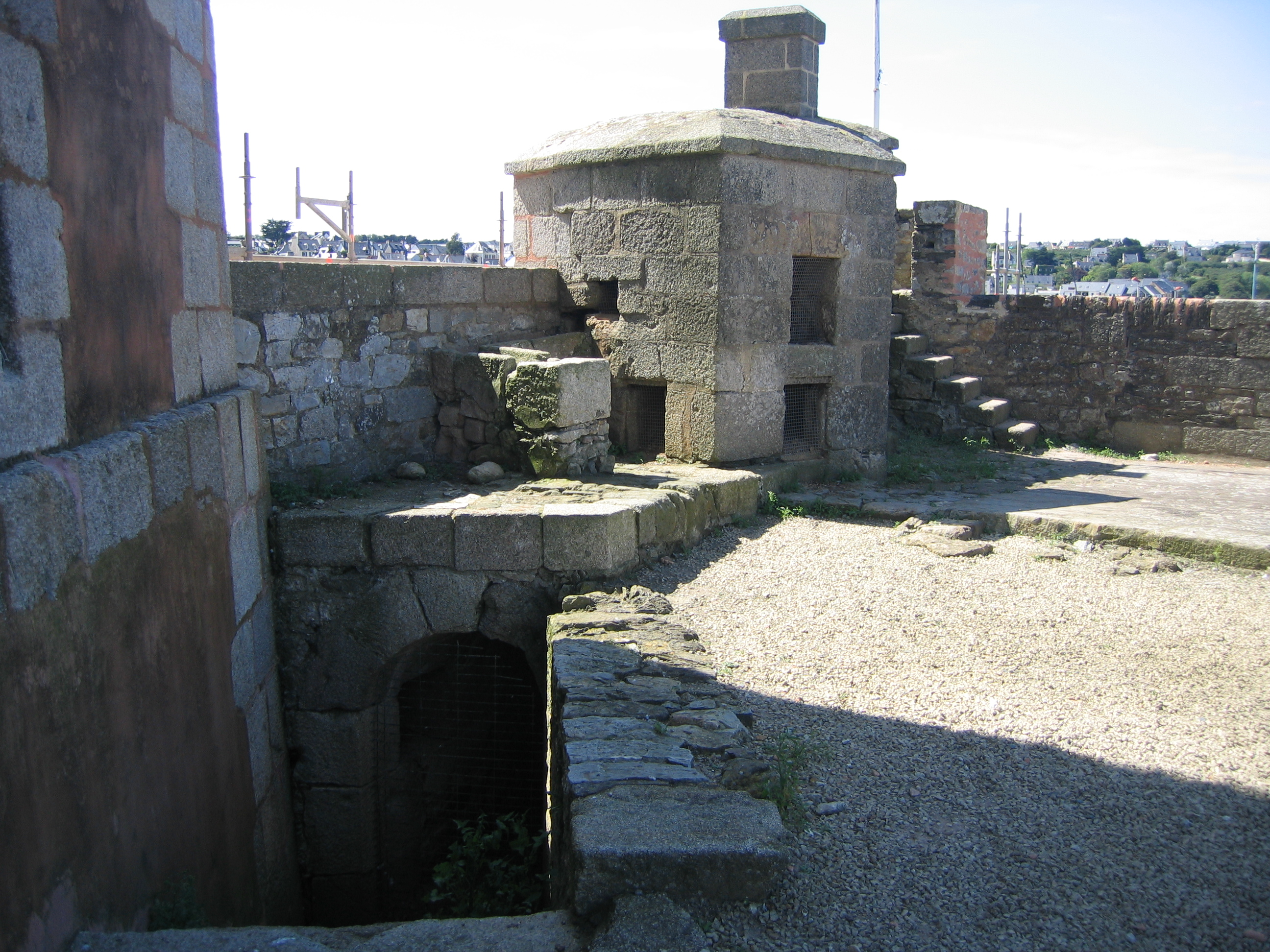
Four à boulets.
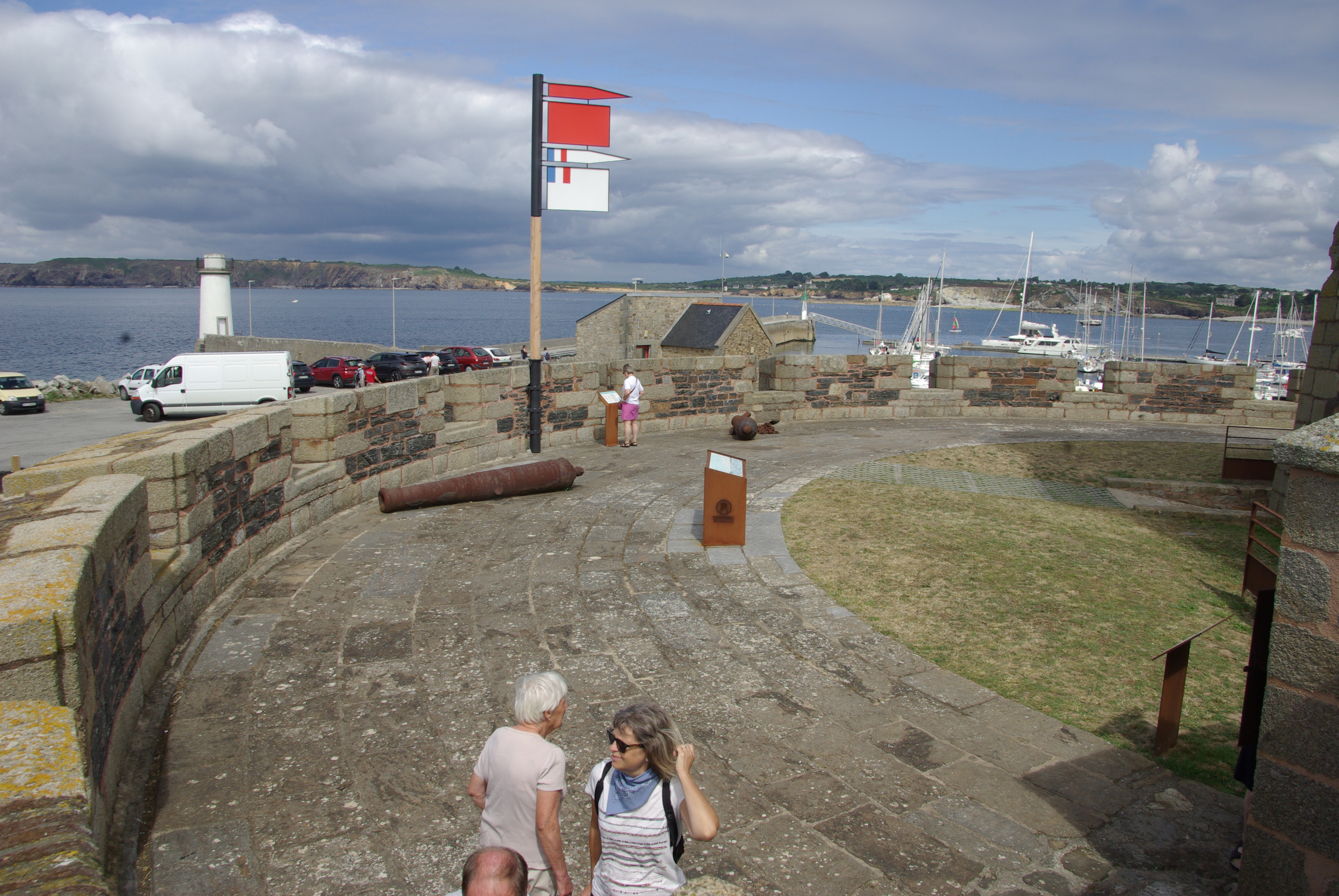
Plateforme de la batterie.
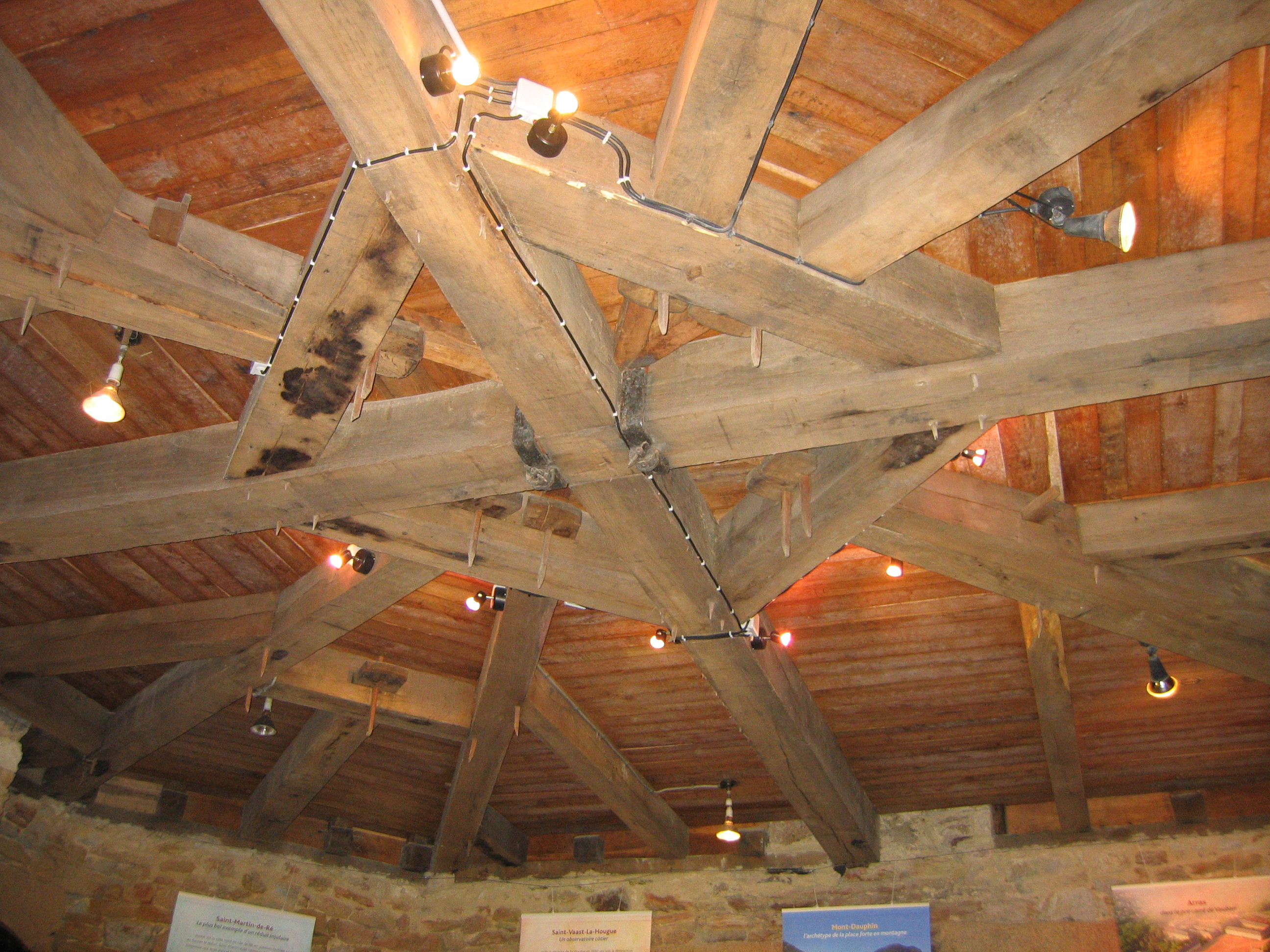
Charpente.
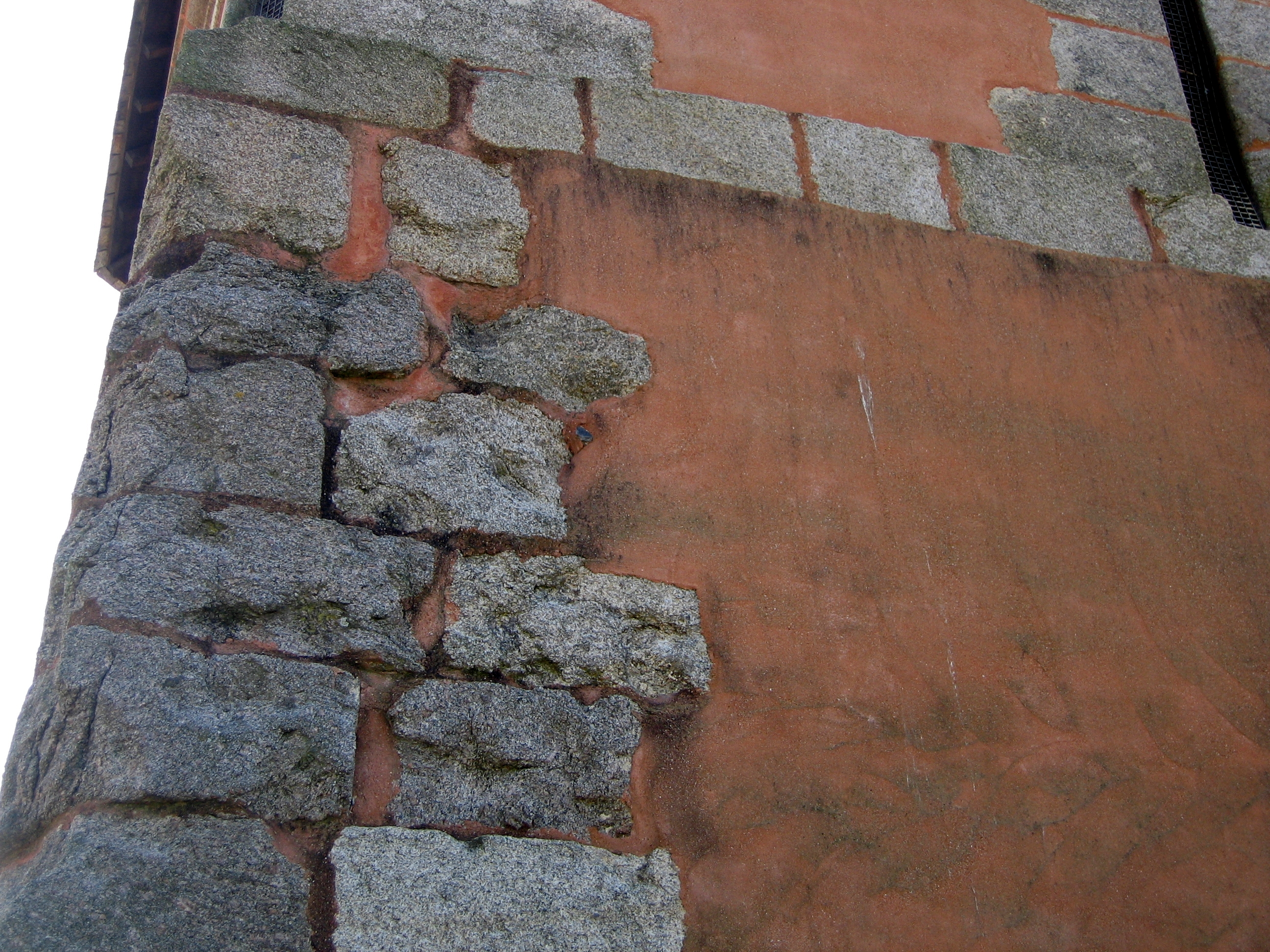
Impact de boulets sur l'arête aux chaînages d'angles en granit.
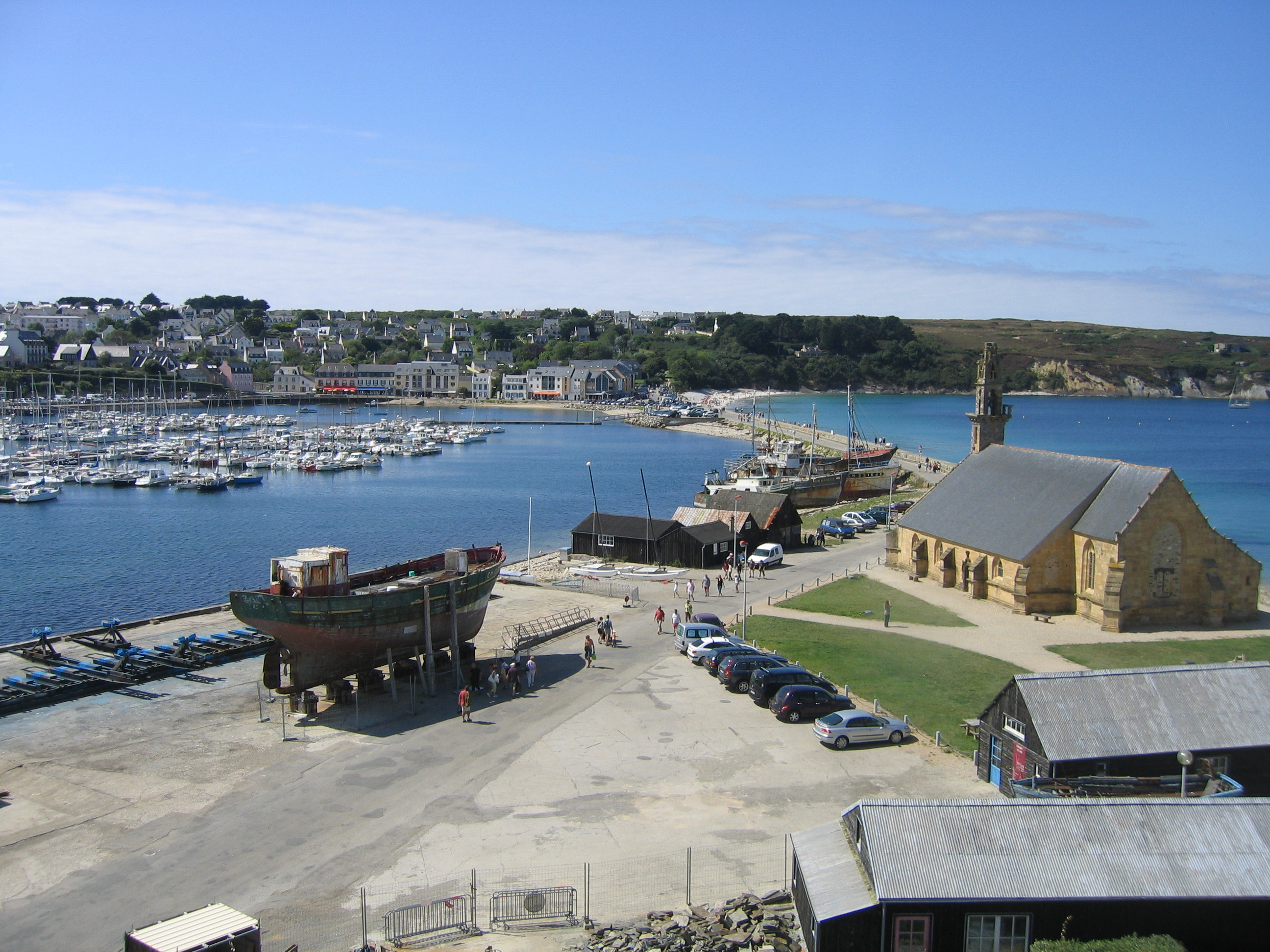
Vue depuis la tour.
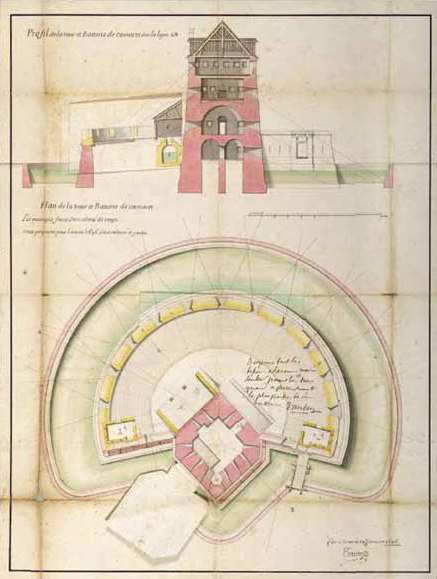
Profil et plan.
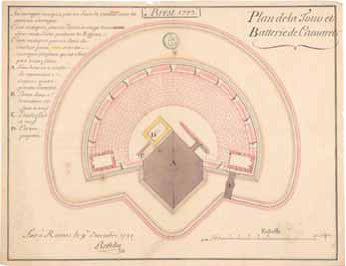
Plan de la tour et de la batterie basse.

## Ouvrages liés à la tour Vauban
- Le Rocher du crâne, tome 2 de la série de bande dessinée L'Épervier de Patrice Pellerin aux éditions Dupuis Collection Repérages, 1995.
- Tempête sur Brest, tome 3 de la série de bande dessinée L'Épervier de Patrice Pellerin aux éditions Dupuis Collection Repérages, 1997.